# Крейг
Крейг (на английски: Craig) е град в окръг Мофат, щата Колорадо, САЩ. Крейг е с население от 9189 жители (2000) и обща площ от 12,6 km². Намира се на 1889 m надморска височина. ЗИП кодът му е 81625 & 81626, а телефонният му код е 970.